# Juree Osiri
Juree Osiri (ou Churi Osiri ou Ohsiri) (thaï : จุรี โอศิริ), surnommée Ju ou Tante Ju (ชื่อเล่น จุ๊ ou ป้าจุ๊), née le 2 novembre 1930 à Bangkok, morte le 25 janvier 2012 dans la province de Chiang Rai, est une actrice et une chanteuse thaïlandaise, spécialiste dans le doublage de voix en direct (appelé(e) Nak phak en langue siamoise) des films thaïlandais réalisés en 16 mm sans bande son des années 1950 à 1980.

## Biographie
Juree Osiri, comme Phen Panyaphon, Sane Komarachun (Samer Gomarachun) et Somphong Wongrakthai, est une disciple direct du premier doubleur de voix thaïlandais Sin Sibunruang, Thit Khiao. Apichatpong Weerasethakul se souvient des doubleurs célèbres comme Konjanard (Somsak Songwonsuk surnommé « Konchanat ») à Khon Kaen en Isan et Rong Kaomoonkadee mais aussi de Juree Osiri.
Elle est la voix en direct lors des projections de films des actrices thaïlandaises Petchara Chaowarat (Chaowaraj), Pisamai Vilaisak (Wilaisak), Powana Chanachit, Naowarat Yuktanan et Lalana Sulawan (entre autres) mais aussi des actrices étrangères (cambodgiennes...). Elle a doublé de 100 à 200 films.
Elle est aussi actrice dans plus de soixante films.
Elle se marie avec Samer Gomarachun (เสนอ โกมารชุน) et ils ont deux fils, Noppon (นพพล โกมารชุน) et Jamorn (décédé).
Son fils Noppon Komarachun (Gomarachun) est un acteur, réalisateur et producteur de cinéma.
Après la mort de son mari Samer, elle se remarie avec l'acteur Somchai Samipack (สมชาย สามิภักดิ์).
Elle est reconnue artiste nationale en 1998[réf. nécessaire].

## Filmographie
- 1961 : รุ้งเพชร
- 1970 : บ้านสาวโสด
- 1970 : ม้ามืด
- 1971 : เขยตีนโต
- 1971 : จงอางผยอง
- 1971 : ไก่นา
- 1973 : จินตะหรา
- 1973 : แหวนทองเหลือง
- 1975 : I Remember
- 1975 : เหยื่ออารมณ์
- 1975 : คืนนี้ไม่มีพระจันทร์
- 1978 : Angel of Bar 21 (เทพธิดาบาร์ 21)
- 1978 : รักข้ามโลก
- 1978 : Smile Hello
- 1978 : An Old Woman
- 1980 : The Old Monk (หลวงตา ภาค 1)
- 1981 : คุณปู่ซู่ซ่า
- 1982 : Factory Angel (เทพธิดาโรงงาน)
- 1982 : คุณย่าเซ็กซี่
- 1985 : Au dos du tableau /Behind the painting / ข้างหลังภาพ / Khang lang phap
- 1987 : The Gem from the Deep (พลอยทะเล)
- 1998 : กล่อง
- 2006 : Khan Kluay (L'Éléphant bleu) (voix)
- 2009 : Primary Love (ม.3 ปี 4 เรารักนาย')